# Каширский кремль
Каширский кремль — деревянная крепость Каширы. Первоначально Кашира и её укрепления находились на левом берегу Оки у реки Каширки, однако после Смутного времени город был перенесён на правый берег.

## Старая Кашира

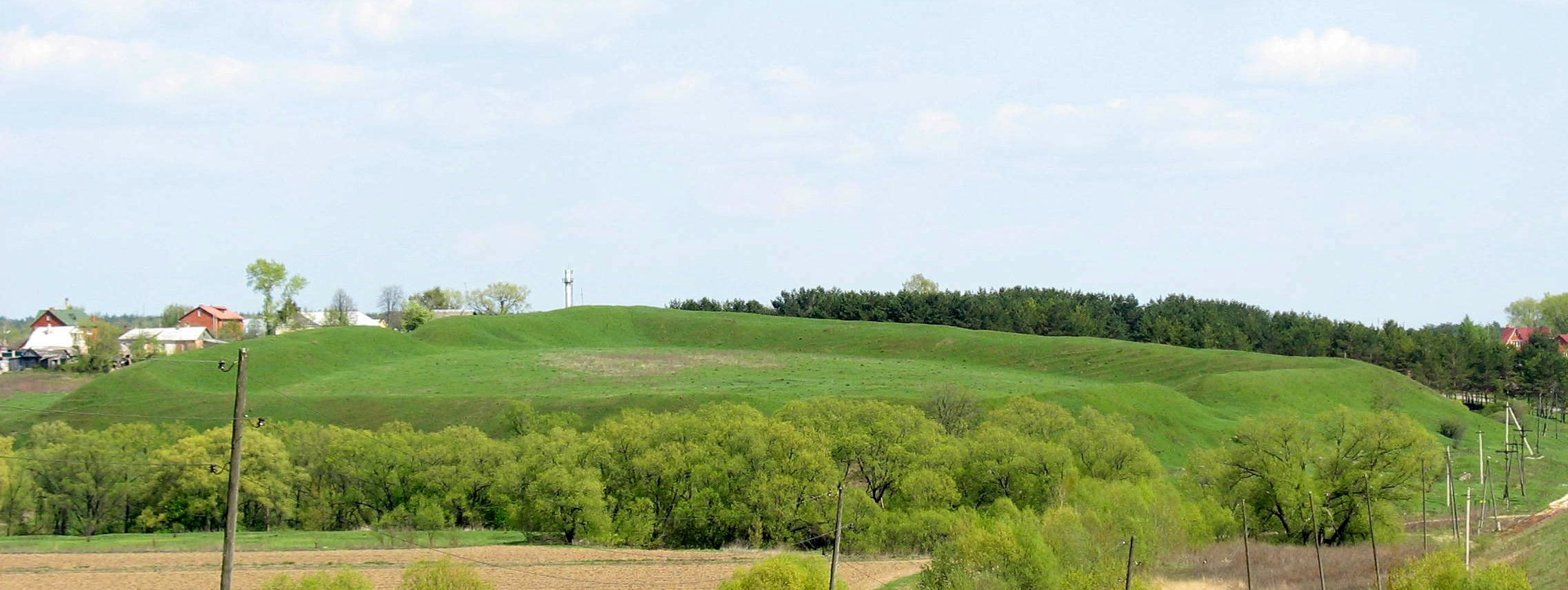
Городище Старое Кашира

Первая деревянная крепость была построена в деревне Кашире, известной с XIV века, при Иване III. Она вошла в оборонительную линию «Берег», проходившую по северному берегу Оки и преграждавшую ордынцам путь в центральные области Русского государства. Однако в 1480 году при приближении войск хана Ахмата крепость сочли недостаточно хорошо укреплённой, оставили и сожгли. После отступления Ахмата она была отстроена заново. Вспомогательные функции по защите каширского отрезка «Берега» нёс хорошо укреплённый Троицкий Белопесоцкий монастырь, основанный по соседству в 1489 году. При Василии III Старая Кашира была основательно перестроена. Были заложены мощные дерево-земляные укрепления прямоугольной формы. Они довольно сильно пострадали во время крымского похода на Русь 1571 года, а также в Смутное время. При царе Михаиле Фёдоровиче было принято решение построить новую крепость Каширы на правом берегу Оки. Старая крепость была мала и тесна, к тому же недостаточно защищена природным местоположением, а также отстояла довольно далеко от Оки, что затрудняло контроль речных бродов. От Старой Каширы осталось хорошо сохранившееся городище с высокими валами.

## Новая крепость
Новая крепость на высоком правом берегу Оки на пять километров выше старого города была отстроена к 1618 году. В этом году к ней подошёл многочисленный отряд запорожских казаков гетмана Сагайдачного. Взяв посад, они начали осаду крепости, однако воевода Фёдор Волконский в результате вылазки выбил их из посада и преследовал, нанося значительный урон. В 1629 укрепления были перестроены воеводой Борисом Колтовским. Во время Смоленской войны к Кашире приступали крымские татары, но не смогли её взять, хотя разорили уезд.
Новая Каширская крепость представляла в плане неправильный четырёхугольник, вытянутый вдоль Оки. С севера её защищал крутой берег, с запада и востока — глубокие овраги, с наиболее уязвимой южной стороны — ров и вал. Кремль окружала рубленая стена протяжённостью около 865 м с девятью башнями. Две из них имели проездные ворота — с севера Троицкие, с юга Пречистенские. Перед крепостной стеной стояли честик и надолбы. В крепости был построен каменный Успенский собор. В 1661—1662 годах к северной стене кремля пристроили вторую линию укреплений, предназначенную для защиты родников, бивших у подножия горы. Новая стена представляла собой острог длиной 745,5 м с тремя проездными башнями. Около крепости находились торг и пять слобод, заселённых служилыми и посадскими людьми: Рыбная, Затинная, Ямская, Пушкарская и Стрелецкая.
В 1678 году перед деревянными стенами кремля возвели более мощную и обширную земляную крепость с шестью бастионами и мощными валами, сооружённую немецким инженером Габриэлем фон Турнером (Гаврила Фуртурнер). С напольной стороны её окружили рвом. К этому времени деревянные укрепления кремля уже сильно обветшали, а к началу XVIII века окончательно разрушились. В связи с тем, что Кашира утратила военное значение, её укрепления более не обновлялись. Земляные укрепления города с остатками северных и южных валов до наших дней сохранились лишь частично.